# Paolo Fantazzini
Paolo Fantazzini (Bologna, 3 ottobre 1959 – Bologna, 2 giugno 2010) è stato un giocatore di football americano italiano.

## Biografia
Nato a Bologna il 3 ottobre 1959, ha giocato a Bologna, San Lazzaro di Savena, Ferrara e Ancona. Con i Warriors Bologna nel 2005 ha giocato il suo ottavo Superbowl in 24 edizioni.
Dopo 25 campionati giocati (quasi sempre con il numero 30 di maglia) nel ruolo di ricevitore, quarterback (vincendo il Superbowl 1986) e runnigback, per diversi club e per la Nazionale Italiana, al termine della stagione 2006 decide di ritirarsi ed intraprende l'attività di allenatore.
È scomparso nel 2010 all'età di 50 anni.